# Coedffranc
Coedffranc é uma vila no condado e borough de Neath Port Talbot, Gales.
Atualmente ela fundiu-se com Skewen, ocupando as regiões centrais da vila de Skewen. Coedffranc é também uma comunidade que abrange os distritos eleitorais de Coedffranc Central, Coedffranc Norte e Coedffranc Oeste.